# Blake Griffin
Blake Austin Griffin (Oklahoma City, 16 marzo 1989) è un ex cestista statunitense.

## Biografia
Griffin è nato da padre afro-haitiano e madre caucasica e ha quattro fratelli: Taylor è stato selezionato al draft NBA nel suo stesso anno accasandosi ai Los Angeles Clippers.
Ha un figlio nato nel 2013 e una figlia nata nel 2016 da una breve relazione con Brynn Cameron, ex cestista a USC e sorella del giocatore di football Jordan e si presume ne abbia avuto un altro nel 2022 con la ex-pornostar Lana Rhoades, la quale ha citato il nome di Blake Griffin in uno dei suoi video sulla piattaforma Tik-Tok.

## Caratteristiche tecniche
Ottimo rimbalzista e realizzatore, è dotato di grande elevazione, caratteristica che gli ha permesso di vincere uno Slam Dunk Contest nel 2011. Nella sua carriera si è messo in mostra anche per via della tecnica della sua schiacciata, dimostrando di saperla effettuare anche quando è ostacolato dalla marcatura avversaria, è capace di metterla a segno persino in tap-in oltre a dare sfoggio dei suoi alley-oop. È anche un buon assist-man.
La sua carriera è stata condizionata da alcuni gravi infortuni che gli hanno impedito di esprimere completamente il suo potenziale.

## Carriera

### High school
Nato a Oklahoma City e cresciuto nella vicina cittadina di Edmond, frequenta la Oklahoma Christian School dove viene allenato dal padre e vince per due volte consecutive il titolo di "Oklahoma Player of the Year", sia da junior con 21,7 punti, 12,5 rimbalzi e 4,9 assist, che da senior con 26,8 punti, 15,1 rimbalzi e 4,9 assist.
Partecipa inoltre al McDonald's All-American, competizione riservata ai migliori collegiali degli Stati Uniti tenutasi a Louisville (Kentucky), dove vince la gara delle schiacciate.

### College

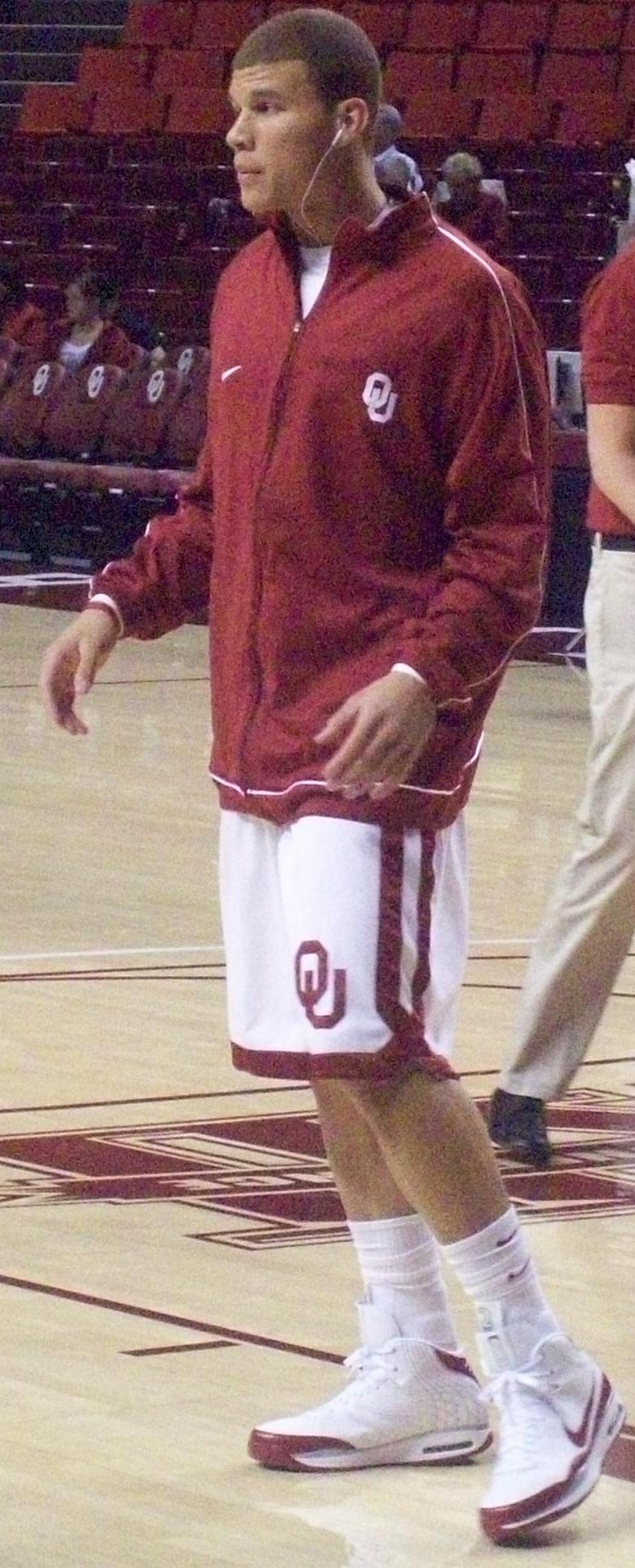
Griffin al college

Gioca per due anni alla University of Oklahoma concludendo il campionato con un record di 23-12 e venendo incluso nel "All Rookie First Team" con 14,7 punti e 9,1 rimbalzi di media. L'ultimo a riuscirci per la sua università era stato Wayman Tisdale nel 1983.
L'anno successivo da sophomore avvenne la sua esplosione: terminò la stagione con 22,7 punti e 14,4 rimbalzi, 30 doppie-doppie, seconda prestazione di sempre della NCAA dietro solo a David Robinson con 31 realizzate nel 1986-1987. Ha anche stabilito il record di rimbalzi in una singola stagione con 504 e vinse numerosi premi: il John Wooden Award, il premio Naismith e il titolo di "Player of the year", il miglior giocatore universitario dell'anno.
Il 14 febbraio 2009, nella partita casalinga contro i Texas Tech Red Raiders terminata 95-74, Griffin segnò 40 punti di cui 8 su 10 dal tiro libero e 16 su 22 dal campo (72,7%) e 23 rimbalzi (7 offensivi, 16 difensivi) in 31 minuti, diventando così il terzo giocatore nella storia dell'università a segnare almeno 40 punti e prendere 20 rimbalzi in una partita, dopo Wayman Tisdale (61 punti e 22 rimbalzi contro Texas-San Antonio nel 1983) e Alvan Adams (43 punti e 25 rimbalzi contro Iowa State nel 1975).

### NBA

#### Los Angeles Clippers (2009-13)
Finita la stagione lascia il college per dedicarsi alla carriera professionistica, dichiarandosi eleggibile per il Draft NBA 2009; viene selezionato come prima scelta assoluta dai Los Angeles Clippers. Dopo una serie di ottime prestazioni in preseason dove alla fine verrà nominato MVP della Summer League, atterrando dopo una schiacciata si procura una frattura da stress ad una rotula. Inizialmente il giocatore decide di non sottoporsi ad intervento chirurgico, ma a metà gennaio 2010, non riuscendo a recuperare come previsto, l'operazione si rende necessaria, saltando così l'intera stagione 2009-10.

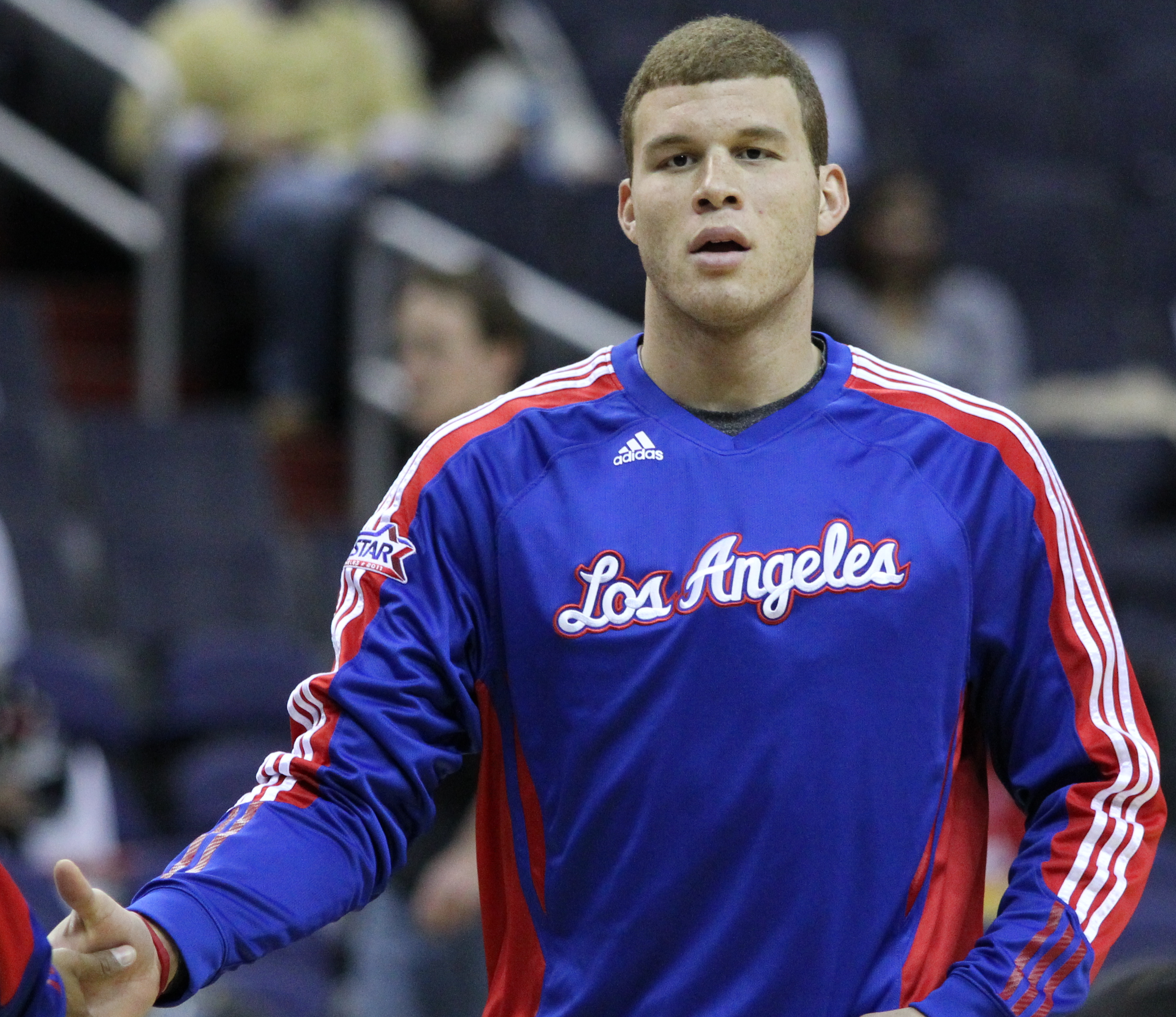
Griffin ai Los Angeles Clippers

Fa il suo esordio nella NBA il 27 ottobre 2010 nella partita persa dai Los Angeles Clippers contro i Portland Trail Blazers per 88-98, nella quale realizza 27 punti e 14 rimbalzi. Il 20 novembre, nella partita persa in casa contro i New York Knicks sfonda per la prima volta il muro dei 40 punti mettendone a segno 44 insieme a 15 rimbalzi e 7 assist. Il 16 gennaio 2011 nel derby cittadino contro i Los Angeles Lakers allo Staples Center si trova coinvolto in una rissa nella quale viene espulso a 5,7 secondi dal termine, dopo essere andato in doppia cifra per la 26ª volta consecutiva con 18 punti e 15 rimbalzi. Con lui vengono espulsi Baron Davis, Lamar Odom e Ron Artest e la partita termina con la vittoria dei Los Angeles Clippers per 99-92.. Date le sue movenze animalesche e il suo modo di schiacciare nel 2011 gli viene affibbiato il soprannome Donkey Kong. Il giorno successivo, contro gli Indiana Pacers, segna 47 punti (19/24 al tiro dal campo e 9/11 ai liberi), oltre ai "consueti" 14 rimbalzi e 3 assist.
Il 19 febbraio 2011 partecipa all'NBA Slam Dunk Contest svoltosi presso lo Staples Center di Los Angeles, gara delle schiacciate dell'All-Star Weekend. Griffin per l'ultima schiacciata fa comparire un'automobile sul parquet (una KIA, sponsor ufficiale della NBA) e la fa piazzare sotto il canestro con Baron Davis all'interno pronto a fornirgli l'assist. Non contento, porta in campo anche un coro gospel che intona la canzone I Believe I Can Fly mentre il giocatore salta il muso della macchina, riceve il passaggio alley-oop attraverso il tettuccio apribile dell'auto, e schiaccia al volo. I tifosi via sms lo premiano, e così il giocatore dei Clippers si impone nella Slam Dunk Contest su JaVale McGee. Il 4 maggio 2011 vince all'unanimità il premio di Rookie dell'Anno come premio della sua fantastica stagione. Viene inserito nel quintetto base della NBA Western Conference nell'edizione 2012 dell'All-Star Game.

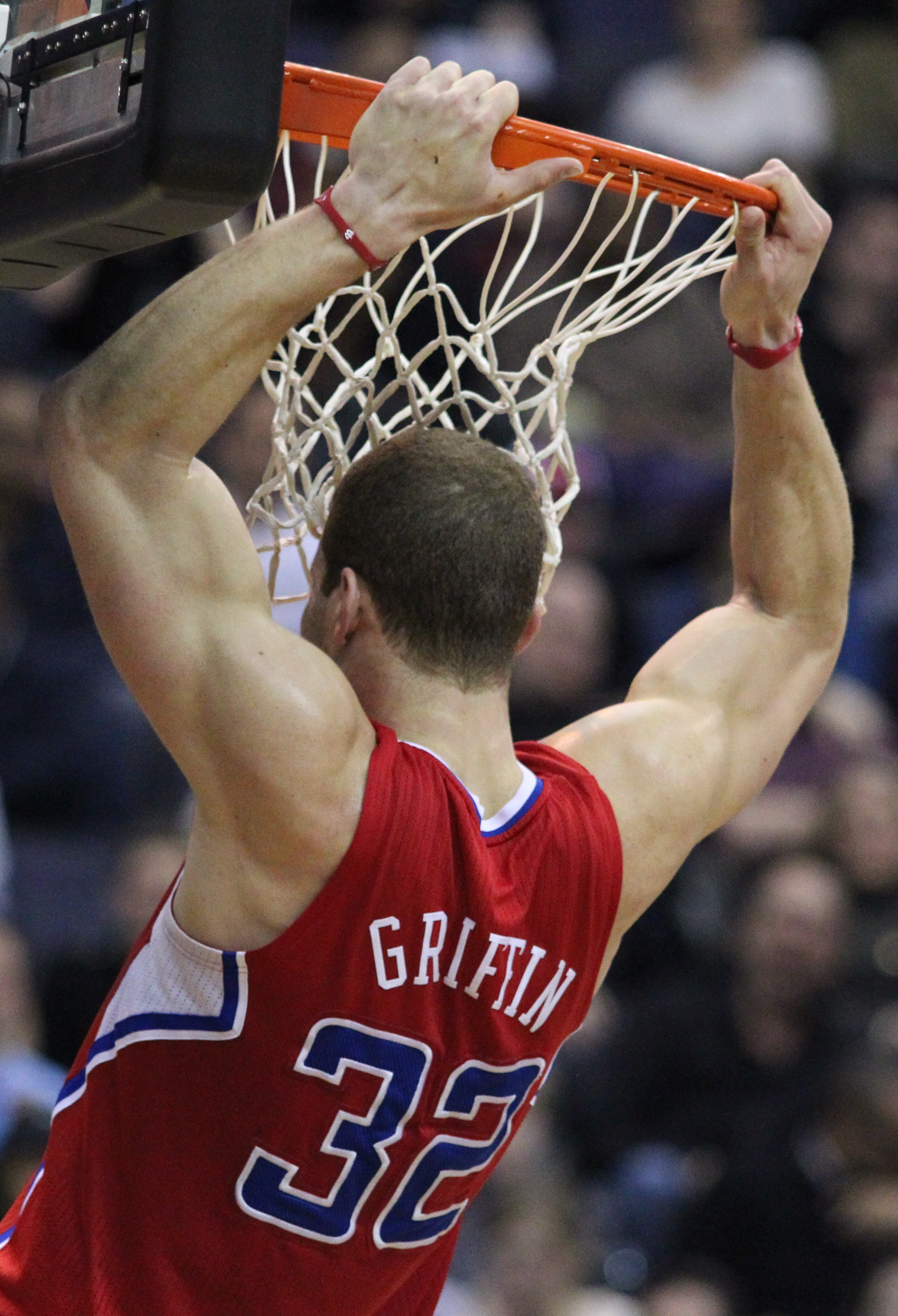
Griffin effettua una schiacciata nel 2011

L'8 luglio 2012 è stato incluso nella lista dei convocati del Team USA che avrebbe dovuto partecipare alle Olimpiadi di Londra, ma a causa di un infortunio al menisco è costretto a rinunciare alla partecipazione.

#### Los Angeles Clippers (2013-18): il nuovo allenatore e proprietario

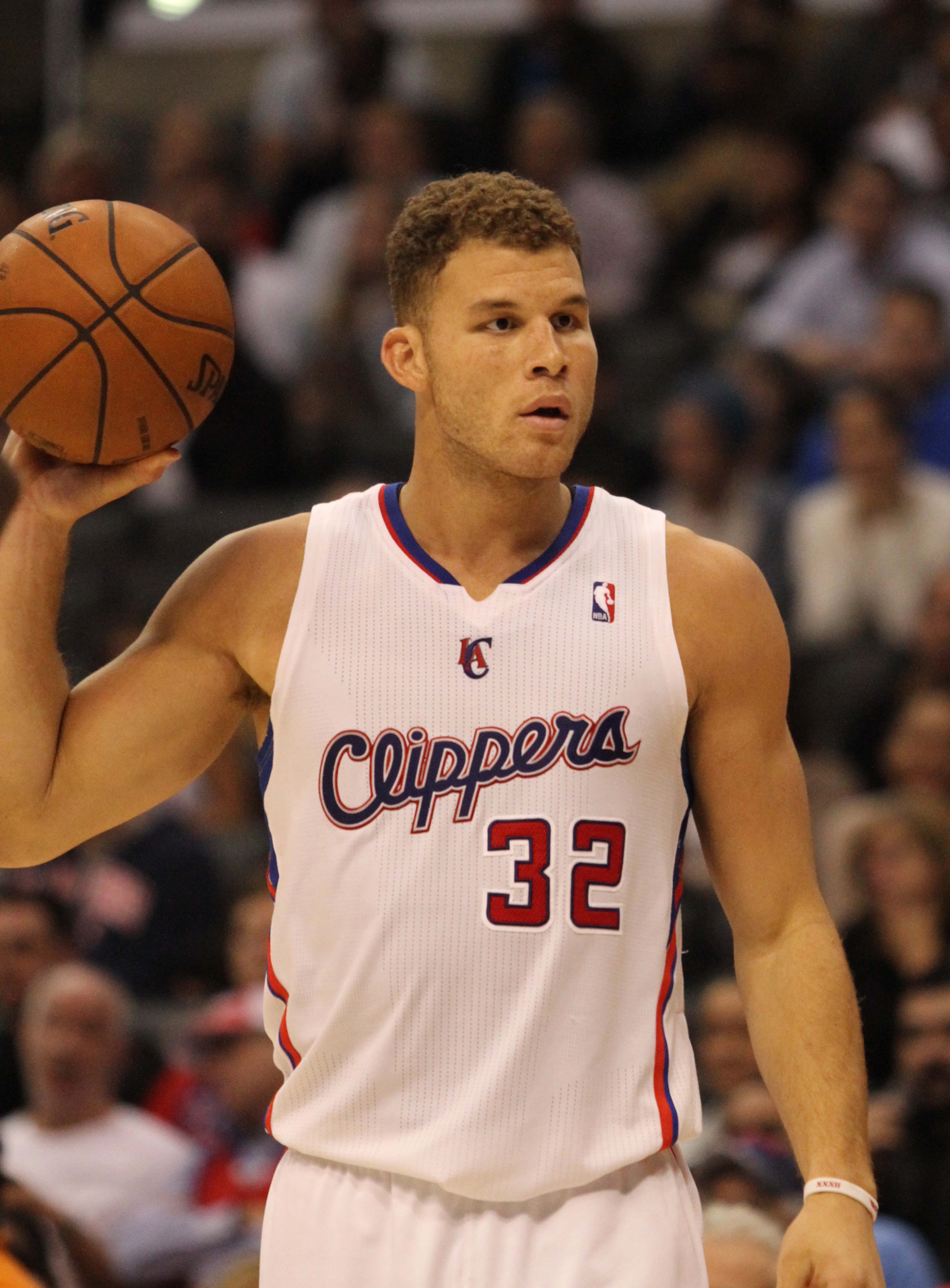
Griffin nel 2013

Dopo una deludente uscita al primo turno nei playoff, i Los Angeles Clippers hanno assunto Doc Rivers come allenatore e GM. Nella sua prima stagione con Rivers al timone, Griffin mantiene una media di 24.1 punti a partita. È stato votato come titolare nell'NBA All-Star Game 2014, la sua quarta partecipazione consecutiva e la terza partenza in quintetto. Dal 20 gennaio al 26 marzo Griffin ha registrato più di 20 punti per 31 partite di fila, stabilendo un franchise record. Il 2 aprile 2014, Griffin e Chris Paul hanno portato i Los Angeles Clippers alla vittoria 112-108 sui Phoenix Suns, aggiudicandosi così il secondo titolo divisionale della franchigia. Il giorno successivo, Griffin ha registrato la sua quarta tripla-doppia in carriera con 25 punti, 10 rimbalzi e 11 assist in una sconfitta 107-113 con i Dallas Mavericks.
I Los Angeles Clippers finiscono la stagione con un record di franchigia di 57-25, guadagnando il terzo seed nei playoff della Western Conference. Il 21 aprile 2014, Griffin ha segnato il career-high nei playoff di 35 punti in una vittoria contro Golden State. I Clippers avrebbero poi battuto i Warriors in 7 partite nel bel mezzo della polemica per razzismo in cui venne coinvolto il proprietario Donald Sterling, per poi perdere contro gli Oklahoma City Thunder nella semifinale di conference per 4-2. Griffin è stato votato nel secondo quintetto All-NBA per il terzo anno consecutivo, mentre ha finito la stagione al terzo posto nella classifica del voto di MVP.
A seguito delle accuse di razzismo rivolte a Donald Sterling, il commissario NBA Adam Silver ha bandito Sterling dalla lega a vita e lo ha costretto a vendere i Clippers. L'ex CEO di Microsoft Steve Ballmer in seguito ha acquistato i Clippers per $ 2 miliardi di dollari, la più grande quantità pagato per una franchigia nella storia della NBA.

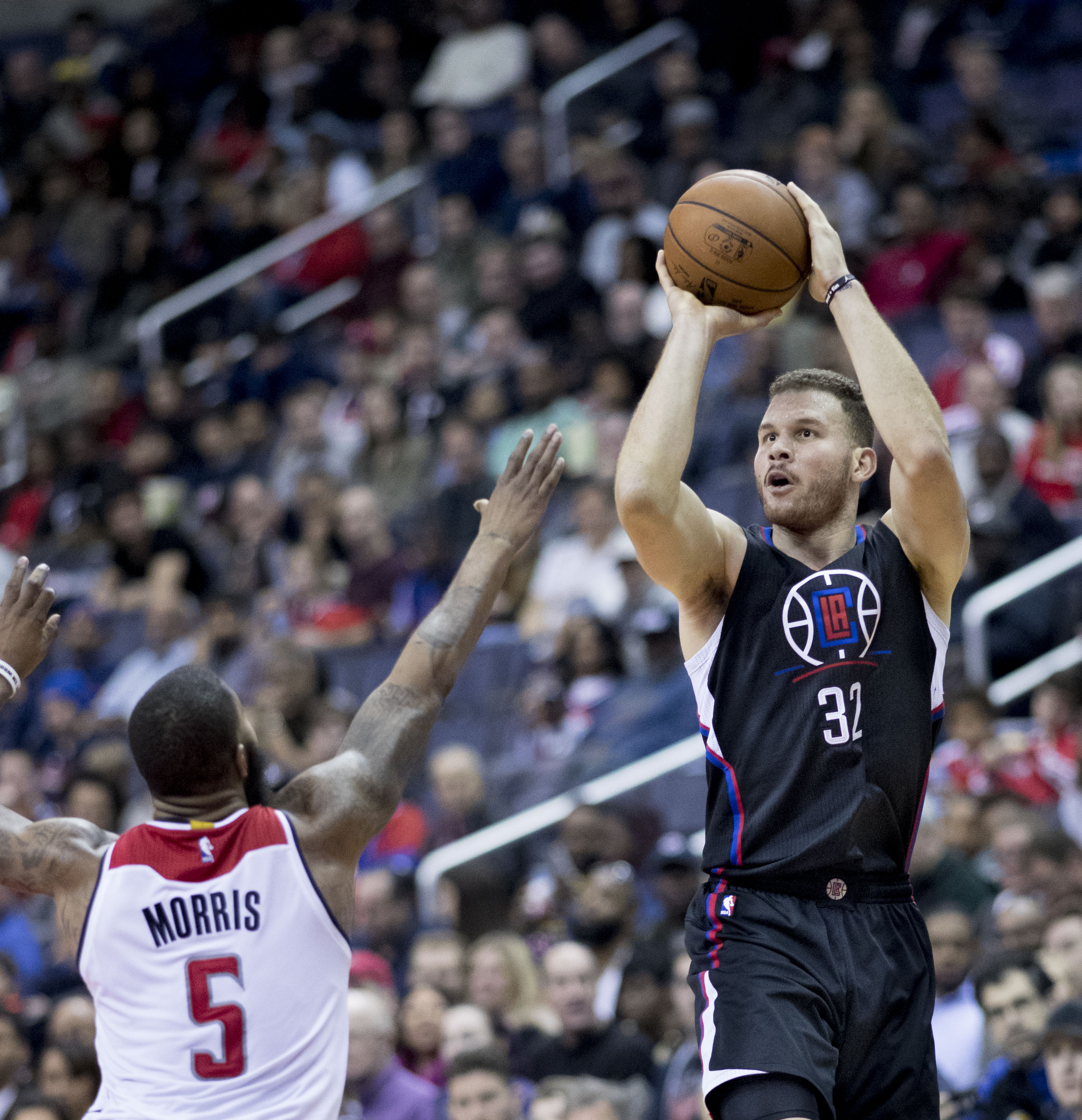
Blake Griffin contro Markieff Morris nel 2016

L'8 dicembre 2014, Griffin ha segnato un season-high di 45 punti per battere i Phoenix Suns in uno straordinario 121-120. L'8 febbraio 2015, è stato escluso dal parquet per quattro-sei settimane a causa di un'infezione da stafilococco al gomito destro. È tornato in azione il 15 marzo dopo aver saltato 15 partite per registrare 11 punti e 11 rimbalzi in una sconfitta per 100-98 con gli Houston Rockets. Griffin ha chiuso la stagione regolare con una media 21,9 punti, 7.6 rimbalzi e un career-high 5.3 assist in 67 partite.
Il 22 aprile 2015, Griffin ha registrato la sua prima tripla-doppia nei playoff con 29 punti, 12 rimbalzi e 11 assist in una gara 2 del primo turno di playoff coi San Antonio Spurs. Quattro giorni dopo, in gara 4, Griffin ha registrato un career-high playoff di 19 rimbalzi e con 20 punti ha aiutato i Clippers a portare la serie sul 2-2. In gara 7 Griffin ha registrato la sua seconda tripla doppia nei playoff in carriera con 24 punti, 13 rimbalzi e 10 assist. Due giorni dopo, in gara 1 di semifinale di Conference Griffin con 26 punti, 14 rimbalzi e 13 assist ha registrato la sua seconda tripla doppia consecutiva per condurre i Clippers ad una vittoria 117-101 contro Houston. I Clippers tuttavia hanno finito per perdere la serie coi Rockets in sette partite, dopo essere stati avanti 3-1 nella serie.

#### Detroit Pistons
Il 29 gennaio 2018 viene ceduto ai Detroit Pistons. Nello scambio i Clippers ricevono una scelta sia al primo giro che una al secondo del Draft, oltre ai giocatori Avery Bradley, Tobias Harris e Boban Marjanovic. Il 26 marzo dello stesso anno, nel match contro i Los Angeles Lakers, subisce un edema osseo alla caviglia destra, dovendo saltare le conclusive otto partite della stagione. Il 23 ottobre 2018 realizza un massimo in carriera di 50 punti nella partita contro i Philadelphia 76ers, partita vinta 133-132, segnando anche il canestro della vittoria.

#### Brooklyn Nets (2021-2022)

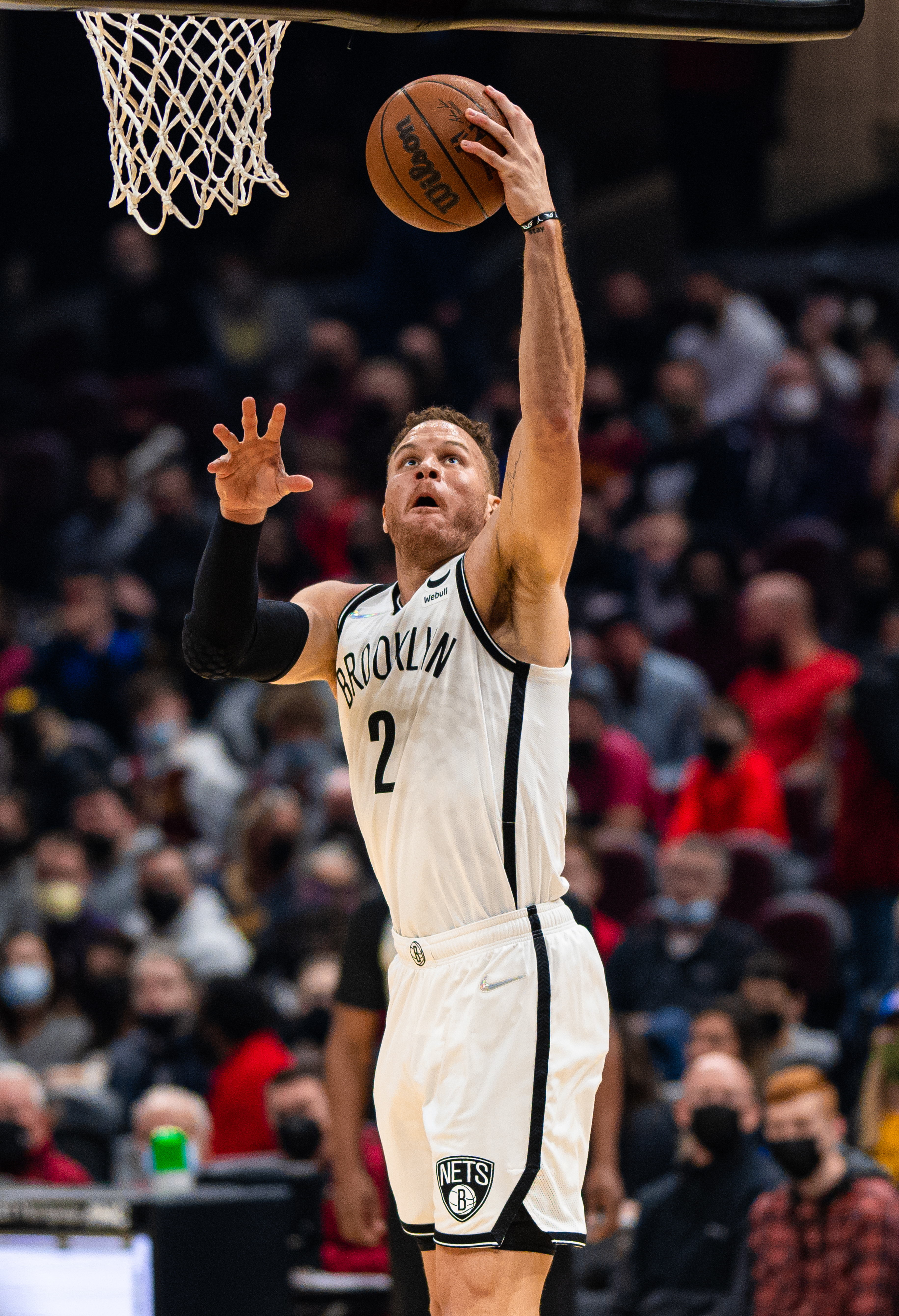
Blake Griffin effettua una schiacciata nel 2022 nei Brooklyn Nets

L'8 marzo 2021, Griffin firma con i Brooklyn Nets. Il 21 marzo, segna il suo debutto per i Nets, registrando due punti, due rimbalzi e un muro in una vittoria per 113-106 sui Washington Wizards.
Il 6 maggio ha fatto registrare la sua prima doppia doppia, come membro dei Nets, con 10 punti e 10 rimbalzi in una sconfitta per 113-109 contro i Dallas Mavericks.
Il 9 agosto 2021 firma nuovamente con i Nets con un contratto di un anno. Dopo aver giocato 17 partite all'inizio della stagione, l'allenatore dei Nets Steve Nash rimuove Griffin dalla quintetto base e dalla rotazione nel roster, interamente a favore di LaMarcus Aldridge. Il 6 febbraio 2022, Griffin segna il suo massimo nei Nets, 19 punti, nella sconfitta per 104-124 contro i Denver Nuggets.

#### Boston Celtics (2022-2023)
Il 30 settembre 2022, i Boston Celtics includono nel proprio roster Griffin, con un contratto di un anno, per rimpiazzare Danilo Gallinari e Robert Williams, assenti per recupero post operazioni chirurgiche.

## Statistiche

### NCAA
| Anno      | Squadra          | PG | PT | MP   | TC%  | 3P%  | TL%  | RP   | AP  | PRP | SP  | PP   |
| --------- | ---------------- | -- | -- | ---- | ---- | ---- | ---- | ---- | --- | --- | --- | ---- |
| 2007-2008 | Oklahoma Sooners | 33 | 28 | 28,4 | 56,8 | 0,0  | 58,9 | 9,1  | 1,8 | 1,0 | 0,8 | 14,7 |
| 2008-2009 | Oklahoma Sooners | 35 | 35 | 33,3 | 65,4 | 37,5 | 59,0 | 14,4 | 2,3 | 1,1 | 1,2 | 22,7 |
| Carriera  | Carriera         | 68 | 63 | 30,9 | 61,8 | 30,0 | 58,9 | 11,8 | 2,1 | 1,1 | 1,0 | 18,8 |

#### Massimi in carriera
- Massimo di punti: 40 vs Texas Tech (14 febbraio 2009)[12]
- Massimo di rimbalzi: 23 vs Texas Tech (14 febbraio 2009)
- Massimo di assist: 5 (2 volte)
- Massimo di palle rubate: 6 vs Mississippi Valley State (17 novembre 2008)
- Massimo di stoppate: 4 (2 volte)
- Massimo di minuti giocati: 42 vs West Virginia (29 dicembre 2007)

### NBA

#### Regular season
| Anno      | Squadra         | PG  | PT  | MP   | TC%  | 3P%  | TL%  | RP   | AP  | PRP | SP  | PP   |
| --------- | --------------- | --- | --- | ---- | ---- | ---- | ---- | ---- | --- | --- | --- | ---- |
| 2009-2010 | L.A. Clippers   | -   | -   | -    | -    | -    | -    | -    | -   | -   | -   | -    |
| 2010-2011 | L.A. Clippers   | 82  | 82  | 38,0 | 50,6 | 29,2 | 64,2 | 12,1 | 3,8 | 0,8 | 0,5 | 22,5 |
| 2011-2012 | L.A. Clippers   | 66  | 66  | 36,3 | 54,9 | 12,5 | 52,1 | 10,9 | 3,2 | 0,8 | 0,7 | 20,7 |
| 2012-2013 | L.A. Clippers   | 80  | 80  | 32,5 | 53,8 | 17,9 | 66,0 | 8,3  | 3,7 | 1,2 | 0,6 | 18,0 |
| 2013-2014 | L.A. Clippers   | 80  | 80  | 36,1 | 52,8 | 27,3 | 71,5 | 9,5  | 3,9 | 1,2 | 0,6 | 24,1 |
| 2014-2015 | L.A. Clippers   | 67  | 67  | 35,2 | 50,2 | 40,0 | 72,8 | 7,6  | 5,3 | 0,9 | 0,5 | 21,9 |
| 2015-2016 | L.A. Clippers   | 35  | 35  | 33,4 | 49,9 | 33,3 | 72,7 | 8,4  | 4,9 | 0,8 | 0,5 | 21,4 |
| 2016-2017 | L.A. Clippers   | 61  | 61  | 34,0 | 49,3 | 33,6 | 76,0 | 8,1  | 4,9 | 1,0 | 0,4 | 21,6 |
| 2017-2018 | L.A. Clippers   | 33  | 33  | 34,5 | 44,1 | 34,2 | 78,5 | 7,9  | 5,4 | 0,9 | 0,3 | 22,6 |
| 2017-2018 | Detroit Pistons | 25  | 25  | 33,2 | 43,3 | 34,8 | 78,4 | 6,6  | 6,2 | 0,4 | 0,4 | 19,4 |
| 2018-2019 | Detroit Pistons | 75  | 75  | 35,0 | 46,3 | 36,2 | 75,3 | 7,5  | 5,4 | 0,7 | 0,4 | 24,5 |
| 2019-2020 | Detroit Pistons | 18  | 18  | 28,4 | 35,2 | 24,3 | 77,6 | 4,7  | 3,3 | 0,4 | 0,4 | 15,5 |
| 2020-2021 | Detroit Pistons | 20  | 20  | 31,3 | 36,5 | 31,5 | 71,0 | 5,2  | 3,9 | 0,7 | 0,1 | 12,3 |
| 2020-2021 | Brooklyn Nets   | 26  | 10  | 21,5 | 49,2 | 38,3 | 78,2 | 4,7  | 2,4 | 0,7 | 0,5 | 10,0 |
| 2021-2022 | Brooklyn Nets   | 55  | 24  | 17,1 | 42,5 | 26,2 | 72,4 | 4,1  | 1,9 | 0,5 | 0,3 | 6,4  |
| 2022-2023 | Boston Celtics  | 41  | 16  | 13,9 | 48,5 | 34,8 | 65,6 | 3,8  | 1,5 | 0,3 | 0,2 | 4,1  |
| Carriera  | Carriera        | 765 | 692 | 31,9 | 49,3 | 32,8 | 69,6 | 8,0  | 4,0 | 0,8 | 0,5 | 19,0 |
| All-Star  | All-Star        | 5   | 3   | 25,0 | 75,0 | 37,5 | 50,0 | 5,6  | 3,0 | 0,8 | 0,2 | 19,4 |

#### Play-off
| Anno     | Squadra         | PG | PT | MP   | TC%  | 3P%  | TL%  | RP   | AP  | PRP | SP  | PP   |
| -------- | --------------- | -- | -- | ---- | ---- | ---- | ---- | ---- | --- | --- | --- | ---- |
| 2012     | L.A. Clippers   | 11 | 11 | 35,7 | 50,0 | 0,0  | 63,6 | 6,9  | 2,5 | 1,8 | 0,9 | 19,1 |
| 2013     | L.A. Clippers   | 6  | 5  | 26,3 | 45,3 | -    | 80,8 | 5,5  | 2,5 | 0,0 | 0,8 | 13,2 |
| 2014     | L.A. Clippers   | 13 | 13 | 36,8 | 49,8 | 14,3 | 74,0 | 7,4  | 3,8 | 1,2 | 1,1 | 23,5 |
| 2015     | L.A. Clippers   | 14 | 14 | 39,8 | 51,1 | 14,3 | 71,7 | 12,7 | 6,1 | 1,0 | 1,0 | 25,5 |
| 2016     | L.A. Clippers   | 4  | 4  | 31,8 | 37,7 | 50,0 | 76,0 | 8,8  | 4,0 | 0,8 | 0,5 | 15,0 |
| 2017     | L.A. Clippers   | 3  | 3  | 33,1 | 49,0 | 66,7 | 100  | 6,0  | 2,3 | 0,7 | 0,3 | 20,3 |
| 2019     | Detroit Pistons | 2  | 2  | 29,0 | 46,2 | 46,2 | 100  | 6,0  | 6,0 | 1,0 | 0,0 | 24,5 |
| 2021     | Brooklyn Nets   | 12 | 12 | 26,4 | 53,2 | 38,9 | 71,4 | 5,8  | 1,8 | 0,8 | 0,5 | 9,0  |
| 2022     | Brooklyn Nets   | 2  | 0  | 12,5 | 28,6 | 40,0 | 100  | 2,0  | 2,0 | 0,5 | 0,5 | 4,0  |
| 2023     | Boston Celtics  | 1  | 0  | 6,0  | 0,0  | -    | -    | 2,0  | 0,0 | 0,0 | 0,0 | 0,0  |
| Carriera | Carriera        | 68 | 64 | 32,6 | 49,2 | 37,7 | 73,1 | 7,7  | 3,5 | 1,0 | 0,8 | 18,2 |

#### Massimi in carriera
- Massimo di punti: 50 vs Philadelphia 76ers (23 ottobre 2018)[13]
- Massimo di rimbalzi: 20 vs San Antonio Spurs (18 febbraio 2012)
- Massimo di assist: 13 vs Houston Rockets (4 maggio 2015)
- Massimo di palle rubate: 4 (7 volte)
- Massimo di stoppate: 4 (3 volte)
- Massimo di minuti giocati: 51 vs Washington Wizards (23 marzo 2011)

## Palmarès
- Rookie dell'anno (2011)
- Slam Dunk Contest (2011)
- McDonald's All-American Game (2007)
- 6 volte NBA All-Star (2011, 2012, 2013, 2014, 2015, 2019)
- NBA All-Rookie First Team (2011)
- All-NBA Team : 5

Second Team: 2012, 2013, 2014
Third Team: 2015, 2019